# Чаган (селище)
Чага́н (каз. Шаған) — селище у складі Жанасемейського району Абайської області Казахстану. Адміністративний центр та єдиний населений пункт Шульбінської селищної адміністрації.
Населення — 484 особи (2021; 725 у 2009, 672 у 1999, 710 у 1989).
Станом на 1989 рік селище мало статус селища міського типу.